# Santa Elena (Espagne)
Pour les articles homonymes, voir Santa Elena.
Santa Elena est une commune située dans la province de Jaén de la communauté autonome d'Andalousie en Espagne.

## Géographie
Le défilé de Despeñaperros, classé en parc naturel, est situé sur le territoire de la municipalité.

## Administration
| Période                                  | Période | Identité | Étiquette | Qualité |
| ---------------------------------------- | ------- | -------- | --------- | ------- |
| N/A                                      | N/A     | N/A      | N/A       | Maire   |
| Les données manquantes sont à compléter. |         |          |           |         |